# Soneacinohirske, Alușta
Soneacinohirske (în ucraineană Сонячногірське) este un sat în comuna Maloricenske din orașul regional Alușta, Republica Autonomă Crimeea, Ucraina.

## Demografie
Componența lingvistică a localității Soneacinohirske
     Rusă (77,41%)
     Tătară crimeeană (15,35%)
     Ucraineană (6,58%)
     Alte limbi (0,11%)
Conform recensământului din 2001, majoritatea populației localității Soneacinohirske era vorbitoare de rusă (77,41%), existând în minoritate și vorbitori de tătară crimeeană (15,35%) și ucraineană (6,58%).